# Коргон (Токтогульский район)
Коргон (кирг. Коргон) — село в Токтогульском районе Джалал-Абадской области Кыргызстана. Входит в состав Бель-Алдынского айылного аймака.

## География
Село расположено в северной части области, на правом берегу реки Бель-Алды, на расстоянии приблизительно 24 километров (по прямой) к востоко-северо-востоку от города Токтогула, административного центра района.

## Население
Согласно оценочным данным Национального статистического комитета Кыргызской Республики, численность населения села на начало 2023 года составляла 680 человек.
| год     | 2009 | 2014 | 2015 | 2020 | 2021 | 2023 |
| ------- | ---- | ---- | ---- | ---- | ---- | ---- |
| человек | 724  | 802  | 811  | 935  | 955  | 680  |